# Самуель Калу
Самуель Калу (англ. Samuel Kalu, нар. 26 серпня 1997, Аба) — нігерійський футболіст, нападник англійського «Вотфорда» і національної збірної Нігерії. На умовах оренди грає за швейцарську «Лозанну».

## Клубна кар'єра
Починав займатися футболом на батьківщині, а на початку 2016 року отримав запрошення перебратися до Європи, ставши гравцем словацького «Тренчина», в якому був покликаний замінити співвітчизника Мойзеса Сімона, що незадовго до того перейшов до бельгійського «Гента». Протягом року взяв участь у 32 матчах словацького чемпіонату, відзначившись чотирма голами. 
4 січня 2017 року і Калу перейшов до «Гента», об'єднавшись у цій бельгійській команді з Мойзесом Сімоном. Півтора сезони провів у гентській команді в статусі гравця основного складу.
У серпні 2018 року обидва нігерійські атакувальні гравці залишили «Гент» —  якщо Сімон перейшов до «Нанта», до новою командоб Калу став інший французький клуб, «Бордо». У Франції став одним з гравців «основної обойми», проводячи по щонайменше 20 ігор Ліги 1 за сезон.

## Виступи за збірну
2018 року дебютував в офіційних матчах у складі національної збірної Нігерії.
У складі збірної був учасником Кубка африканських націй 2019 року в Єгипті, на якому команда здобула бронзові нагороди, а сам гравець виходив на поле у трьох матчах.
| Дата       | Місто                  | Господарі           | Результат | Гості    | Турнір                                             | Голи | Примітки  |
| ---------- | ---------------------- | ------------------- | --------- | -------- | -------------------------------------------------- | ---- | --------- |
| 8-9-2018   | Вікторія               | Сейшельські Острови | 0 – 3     | Нігерія  | Відбір до Кубка африканських націй 2019            | -    | 85'       |
| 11-9-2018  | Монровія               | Ліберія             | 1 – 2     | Нігерія  | товариський матч                                   | -    | 70'       |
| 13-10-2018 | Кадуна                 | Нігерія             | 4 – 0     | Лівія    | Відбір до Кубка африканських націй 2019            | 1    |           |
| 16-10-2018 | Сфакс                  | Лівія               | 2 – 3     | Нігерія  | Відбір до Кубка африканських націй 2019            | -    | 81'       |
| 17-11-2018 | Йоганнесбург           | ПАР                 | 1 – 1     | Нігерія  | Відбір до Кубка африканських націй 2019            | -    |           |
| 20-11-2018 | Асаба                  | Нігерія             | 0 – 0     | Уганда   | товариський матч                                   | -    | 46'       |
| 8-6-2019   | Асаба                  | Нігерія             | 0 – 0     | Зімбабве | товариський матч                                   | -    | 46'       |
| 16-6-2019  | Ісмаїлія               | Нігерія             | 0 – 1     | Сенегал  | товариський матч                                   | -    | Замінений |
| 26-6-2019  | Александрія            | Нігерія             | 1 – 0     | Гвінея   | Кубок африканських націй 2019 - 1-й етап           | -    | 90+4'     |
| 30-6-2019  | Александрія            | Мадагаскар          | 2 – 0     | Нігерія  | Кубок африканських націй 2019 - 1-й етап           | -    | 73'       |
| 17-7-2019  | Каїр                   | Туніс               | 0 – 1     | Нігерія  | Кубок африканських націй 2019 - матч за 3-тє місце | -    | 90'       |
| 10-9-2019  | Дніпро                 | Україна             | 2 – 2     | Нігерія  | товариський матч                                   | -    | 73'       |
| 13-11-2019 | Уйо                    | Нігерія             | 2 – 1     | Бенін    | Відбір до Кубка африканських націй 2021            | 1    | 78'       |
| 17-11-2019 | Масеру                 | Лесото              | 2 – 4     | Нігерія  | Відбір до Кубка африканських націй 2021            | -    | 78'       |
| 9-10-2020  | Клагенфурт-ам-Вертерзе | Нігерія             | 0 – 1     | Алжир    | товариський матч                                   | -    | 50'       |
| 3-9-2021   | Лагос                  | Нігерія             | 2 – 0     | Ліберія  | Відбір до ЧС 2022                                  | -    | 78'       |
| 7-10-2021  | Лагос                  | Нігерія             | 0 – 1     | ЦАР      | Відбір до ЧС 2022                                  | -    | 72'       |
| Усього     |                        | Матчів              | 17        |          | Голів                                              | 2    |           |

## Титули і досягнення
- Бронзовий призер Кубка африканських націй: 2019